# Partido Nuevas Derechas
El Partido Nuevas Derechas (en georgiano: ახალი მემარჯვენეები, romanizado: ajali memarjveneebi) fue un partido político de centroderecha en Georgia. El partido fue disuelto en 2019.

## Historia
La idea de establecer el partido comenzó a surgir durante la época en que Eduard Shevardnadze todavía era presidente y su partido, la Unión de Ciudadanos de Georgia, era una fuerza influyente en el escenario político del país. De este partido se separó un grupo de diputados en lo que se conoció como la Nueva Facción; tenía un número pequeño de miembros (David Gamkrelidze, Levan Gachechiladze, Pikria Chijradze, Gia Karkarashvili, Irakli Iashvili, David Saganelidze, David Koghuashvili, Dodo Shelia, Giorgi Kvirikashvili y Valeri Kvaratsjelia), lo que no impidió que el partido tuviera gran influencia en el parlamento. El 15 de junio de 2001, la Nueva Facción, Nuevo Movimiento y la Unión Neoconservadora se conformaron en el partido político Partido Nuevas Derechas. Leván Gachechiladze y David Gamkrelidze fueron nombrados colíderes del partido.
En las elecciones locales celebradas el 2 de junio de 2002, Nuevas Derechas obtuvo el primer lugar a nivel nacional. Unos meses antes de las elecciones parlamentarias del 2 de noviembre de 2003, el Segundo Congreso del partido eligió a David Gamkrelidze como nuevo presidente y lograron superar con éxito el umbral electoral del 7%. Varios partidos boicotearon los resultados de las elecciones, acusando a las autoridades de fraude, y se produjeron protestas a lo largo del país. Finalmente terminó en el derrocamiento del régimen de Shevardnadze en la Revolución de las Rosas. Nuevas Derechas consideró inaceptable el cambio de gobierno debido a las manifestaciones, ya que lo consideraban inconstitucional. En la repetición electoral en 2004, los Nuevos Conservadores superaron una vez más el umbral electoral al acudir a las elecciones en la coalición Oposición de Derechas con La industria salvará a Georgia.
El 8 de diciembre de 2008, el Partido Nuevos Derechas se unió al Partido Republicano de Georgia en una nueva alianza de oposición. Ambos partidos se unieron en la "Alianza por Georgia" encabezada por Irakli Alasania, ex embajador de Georgia ante Naciones Unidas en febrero de 2009.El partido participó en las elecciones parlamentarias de 2012 en solitario, obteniendo menos del 1% de los votos, lo que supuso la retirada de David Gamkrelidze de la política.
En enero de 2013, Fikria Chijradze fue elegido nuevo presidente en el congreso extraordinario del partido.En octubre de 2015, Chijradze dimitió y fue nombrada asesora política del presidente Margvelashvili. Mamuka Katsitadze fue elegido presidente del partido
En diciembre de 2019 se creó el nuevo partido político Lelo por Georgia y el Movimiento de Desarrollo se integró en el mismo.

## Ideología
El principal objetivo del partido es liberalizar la economía y fomentar la iniciativa privada. Además del reconocimiento de la inviolabilidad de la propiedad privada, los principios de la economía de mercado y la democratización de las instituciones estatales son dos pilares de las ideas de partido. Nuevas Derechas también defiende la protección y preservación de los valores culturales.
El Partido Nuevas Derechas fue miembro asociado de la Unión Internacional Demócrata y candidato a ser miembro del Partido Popular Europeo.

## Resultados electorales

### Elecciones parlamentarias
| Elección | Votos   | %     | Representantes | +/– | Posición | Coalición             | Candidato           |
| -------- | ------- | ----- | -------------- | --- | -------- | --------------------- | ------------------- |
| 2003     | 140.259 | 7,3   | 12/235         | 2   | 6.º      |                       | David Gamkrelidze   |
| 2004     | 116.282 | 7,6   | 23/150         | 11  | 2.º      | Oposición de Derechas | David Gamkrelidze   |
| 2008     | 314.668 | 17,73 | 17/150         | 6   | 2.º      | Oposición Unida       | Leván Gachechiladze |
| 2012     | 9.255   | 0,43  | 0/150          | 17  | 5.º      |                       | Leván Gachechiladze |
| 2016     | -       | -     | 0/150          | -   | -        |                       | -                   |

### Elecciones presidenciales
| Elección | Votos  | %    | Candidato           | +/–   | Posición |
| -------- | ------ | ---- | ------------------- | ----- | -------- |
| 2008     | 79.747 | 4,12 | Leván Gachechiladze | Nuevo | 5.º      |

### Elecciones locales
| Elección | Votos   | %    | Representantes | +/– | Coalición            | Posición |
| -------- | ------- | ---- | -------------- | --- | -------------------- | -------- |
| 2010     | 156.540 | 9,19 |                |     | Alianza para Georgia | 3.º      |